# Ernst Lothar
Ernst Lothar Müller (Brno, 25 ottobre 1890 – Vienna, 30 ottobre 1974) è stato uno scrittore, regista teatrale e sceneggiatore austriaco.

## Biografia
Ernst Lothar Müller nasce nell'allora Brünn (appartenente all'Impero austro-ungarico, ora Brno in Repubblica Ceca) il 25 ottobre 1890.
Dopo gli studi di legge e letteratura tedesca a Vienna, partecipa alla prima guerra mondiale e dopo avere lavorato al ministero del commercio austriaco, decide di dedicarsi completamente alla scrittura.
Emigrato negli Stati Uniti nel 1938 per sfuggire alle persecuzioni razziali, insegna all'Università e continua a pubblicare numerosi romanzi.
Amico di Max Reinhardt con il quale codirige il Theater in der Josefstadt di Vienna dal 1935 al 1938, contribuisce alla rinascita del Festival di Salisburgo nel 1918.
Alcuni suoi romanzi sono stati trasposti in lungometraggi americani e tedeschi.

## Opere principali

### Romanzi
- Die Einsamen (1912)
- Der Feldherr (1918)
- Macht über alle Menschen (trilogia) (1921-1925)
- Piccola amica: romanzo di una dodicenne (Kleine Freundin. Roman einer Zwölfjährigen) (1931), Milano, Mondadori, 1933 traduzione di Cesira Oberdorfer
- Romanza in fa Maggiore (Romanze F-Dur. Aus dem Tagebuch eines jungen Mädchens) (1935), Milano, Mondadori, 1936 traduzione di Cesira Oberdorfer
- Una viennese a Parigi (Die Zeugin) (1941), Roma, E/O, 2018 traduzione di Monica Pesetti ISBN 978-88-6632-925-1
- Der Engel mit der Posaune. Roman eines Hauses (1947)

L' angelo musicante: romanzo di una famiglia Milano, Mondadori, 1982 traduzione di Marina Bistolfi
La melodia di Vienna, Roma, E/O, 2014 traduzione di Marina Bistolfi ISBN 978-88-6632-487-4
- Sotto un sole diverso: romanzo del destino sudtirolese (Unter anderer Sonne. Roman des Südtiroler Schicksals) (1961), Roma, E/O, 2016 traduzione di Monica Pesetti ISBN 978-88-6632-676-2

### Saggi
- Macht und Ohnmacht des Theaters (1968)

### Filmografia parziale
- L'uomo che vide il futuro (The Clairvoyant) (1934) regia di Maurice Elvey (soggetto)
- Il delitto del giudice (An Act of Murder) (1948) regia di Michael Gordon (soggetto)
- La casa dell'angelo (Der Engel mit der Posaune) (1948) regia di Karl Hartl (soggetto)
- Anatol (1961) regia di Erich Neuberg (co-regia)

## Riconoscimenti
- Premio Bauernfeld: 1918
- Premio letterario della città di Vienna: 1963
- Medaglia per le scienze e per le arti: 1961 e 1964